# ابرسهاوزن
ابرسهاوزن (به آلمانی: Ebershausen) یک شهر در آلمان است که در گونتسبورگ واقع شده‌است.